# Радио „Аве Мария“
Радио „Аве Мария“ е българско католическо поточно (Интернет) радио, което се ангажира с разпространението на християнското благовестие и се излъчва от град София. 

## История
През 2021 г. отците от ордена на босоногите кармелитани напускат България и на тяхно място в манастира до католическия храм „Свети Франциск от Асизи“ в София са настанени духовници от ордена на конвентуалците. През февруари 2022 г. отец Ярослав Барткиевич започва да обслужва службите по източния обред в храма и се заема с реализиране на идеята за създаване на радио.
През лятото на същата година е закупена необходимата апаратура и направени проби, излъчващи програмите по Интернет. На 22 октомври официално е открито и благословено ново студио и започват всекидневни предавания. В основата на програмата е молитвата, като са застъпени различни обреди и пряко се предават Светите литургии. Културно-образователната дейност на радиото включва исторически, музикални, литературни предавания, рубрики за деца и младежи, срещи и беседи със духовници и миряни.
В церемонията по благославяне на радио „Аве Мария“ на 22 октомври 2022 г. участва кардинал Леонардо Сандри - префект на Конгрегацията за Източните църкви. С натискане на бутона „Старт” на пулта, той дава начало на поточното излъчване на радиото. Той е и първият гост на радиото. Самата службата по учредяване и благославяне са също излъчвани директно. В церемонията също участват архиепископ Лучано Суриани, българските католически епископи, духовници от енориите, миряни и гости.

## Цели
Основната цел на радиото е да помогне на вярващите да задълбочават своя духовен живот и да опазват жива своята вяра. Предаванията са полезни не само за верните миряни, но и за широк кръг слушатели.
Дейността на радиото има нестопански характер. Радиото не излъчва реклами и не получава приходи от тях.
Мото: „Християнският глас в твоя дом“.